# Salzburgi tárgyalások (1940. július 28.)
A salzburgi tárgyalások 1940. július 28-án Adolf Hitler és Jozef Tiso szlovák köztársasági elnök között lezajlott tárgyalások, amelynek célja német részről az volt, hogy Szlovákia semmilyen tekintetben se távolodjon a németekkel való szoros együttműködés irányvonalától. A tárgyalások eredményeként Szlovákiában jelentős személyi, belpolitikai változtatásokat hajtottak végre.

## Története

### Szlovák "államférfiak"Salzburgban
1940 júliusában Hans Bernard német követ átadta Hitler meghívását Salzburgba Jozef Tiso köztársasági elnöknek, Vojtech Tuka miniszterelnöknek és Alexander Machnak, a Hlinka-gárda fővezérének. 1940. július 28-án vasárnap reggel Tiso Salzburgba érkezett, ahol Joachim von Ribbentrop német külügyminiszter fogadta. Röviddel az államfő megérkezése előtt Tuka és Mach rövid látogatásra szintén Salzburgba érkeztek. Hitler délután 3 órakor fogadta a szlovák államférfiakat az obersalzbergi Berghofban. A fél 5-kor végződő tárgyalások után a szlovák politikusok körutazást tettek Berchtesgadenban, majd hazatértek.

### A salzburgi diktátum
Hitler elmondta Tisonak, hogy az ország védelméért cserébe csak azt kéri, hogy Szlovákia belpolitikailag egyértelműen hitet tegyen a német ügy mellett, ugyanis a Führer célja egy erős szlovák állam és nép megléte. Tiso megígérte Hitlernek, hogy szívesen részt vesz a Führer terveinek megvalósításában és Szlovákia népe továbbra is számít Németország védelmére. Ugyanakkor Hitler követelte Ferdinand Ďurčanský külügyminiszter távozását, így a külügyminiszteri tárcát Vojtech Tuka kapta, a belügyminiszter pedig Alexander Mach lett. E lépés következtében megerősödtek a radikális, németbarát szárny pozíciói. A német „tanácsadók”-„beráterek”-jelentős posztokat foglaltak el a fontosabb minisztériumokban és hivatalokban, és ügyeltek arra, hogy Szlovákia ne távolodjon el a németekkel való szoros együttműködéstől.

### A tárgyalások visszhangja
A szlovák vezetés a salzburgi tárgyalásokon elhangzottakat kisebb győzelemként értékelte. Mach és Tuka szerint elérkezett a nemzetiszocializmus korszaka. A leváltott, meglepődött Ďurčanský csupán egy levelet írt Tisonak, amelyben méltatlankodott leváltása miatt és a szlovák állam létrejöttében szerzett érdemeit, valamint a Németországhoz való hűségét bizonygatta. A Deutsche Partei (szlovákiai németek pártja) tagjai a német „beráterekkel” együtt a tárgyalások után csalódottak voltak, mert még nagyobb önállóságot és hatalmat akartak a szlovák állam keretein belül.

### A salzburgi diktátum hatása Szlovákiára
A salzburgi tárgyalások eredményeként bekövetkezett szlovákiai politikai változásokból adódóan Szlovákia 1940 novemberében csatlakozott a háromhatalmi egyezményhez, majd 1941 novemberében pedig az antikomintern paktumhoz.